# Euxoa tesselloides
Euxoa tesselloides là một loài bướm đêm trong họ Noctuidae.